# Porcaro
Porcaro é uma comuna francesa na região administrativa da Bretanha, no departamento Morbihan. Estende-se por uma área de 15,69 km². Em 2010 a comuna tinha 741 habitantes (densidade: 47,2 hab./km²).